# Trini Montero
Trini Montero, nacida como Trinidad Montero (Madrid, 1927) es una actriz española que participó en dieciocho películas a lo largo de su trayectoria cinematográfica que abarcó desde 1943 hasta 1966.

## Filmografía completa
- El escándalo (1943)
- Revelación (1947)
- La guitarra de Gardel (1949)
- Yo no soy la Mata-Hari (1949)
- El capitán Veneno (1951)
- Horas inciertas (1951)
- El cerco del diablo (1952)
- Dos caminos (1954)
- Entre barracas (1954)
- El puente del diablo (1955)
- Encuentro en la ciudad (1956)
- Los ángeles del volante (1957)
- Policarpo, calígrafo diplomado (1959)
- Y después del cuplé... (1959)
- Los tres etcéteras del coronel (1960)
- Como dos gotas de agua (1964)
- Dulcinea del Toboso (1964)
- El bordón y la estrella (1966)